# Trappstege

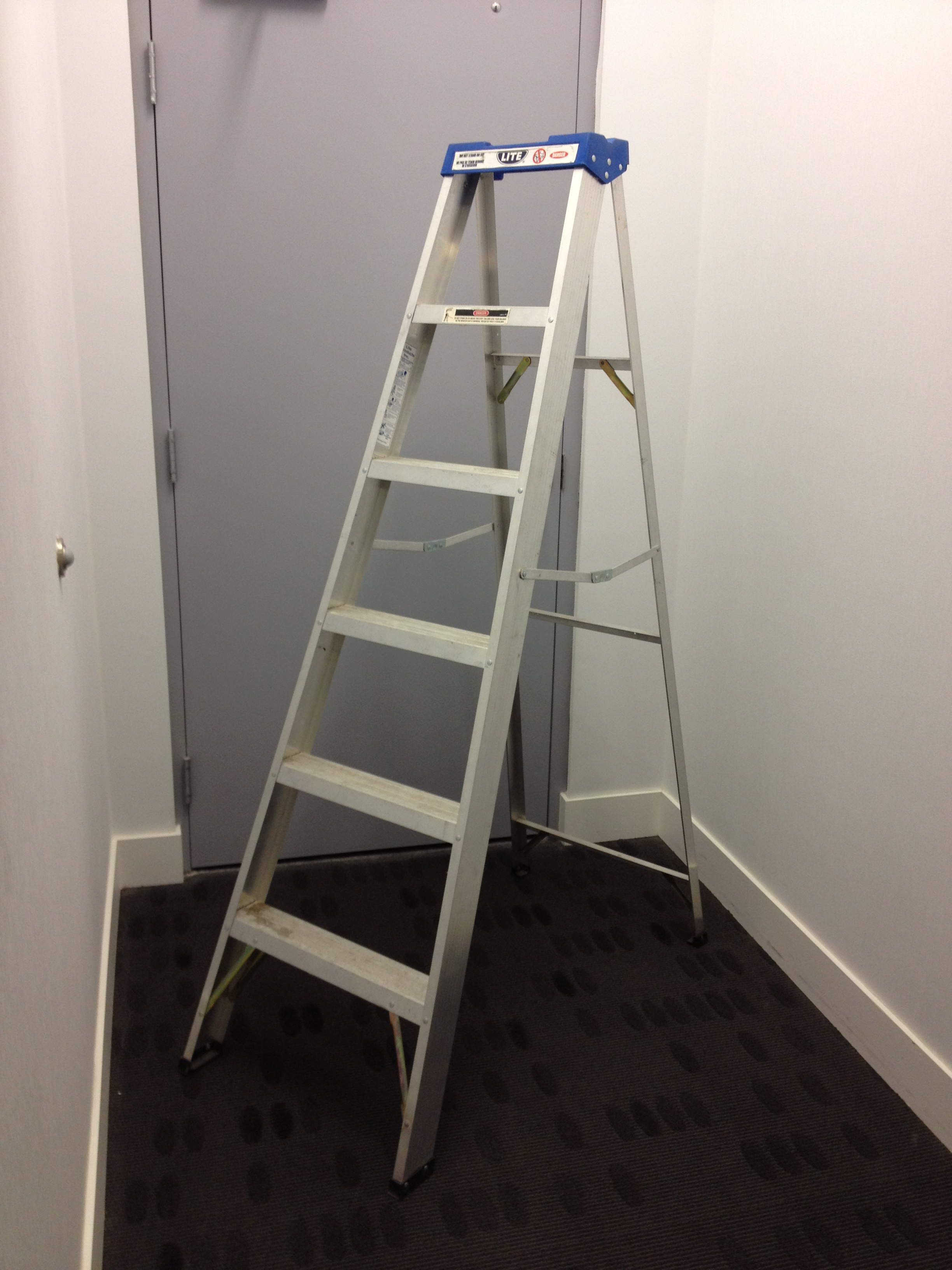
En trappstege.

Trappstege är en fristående stege utformad som en trappa. Konstruktionen består av två stående delar som lutar mot varandra så att trappstegen från sidan liknar ett "A".
Trappstegen kan användas som en vanlig stege, men till skillnad från en konventionell stege är den helt fristående och behöver inte lutas eller fästas mot en vägg. Trappstegen har breda horisontella fotbräden. Överst på trappstegen finns en plattform där man kan stå stabilt och arbeta, exempelvis när man målar och tapetserar. En trappstege brukar vara tillverkad i aluminium och hopfällbar så att den kan vikas ihop när den inte används. Trappstegar finns i olika storlekar.
Ordet trappstege är belagt i svenska språket sedan 1753.